# Crépin Point
Der Crépin Point (englisch, spanisch Cabo Crépin ‚Kap Crépin‘) ist ein Kap an der Südküste von King George Island im Archipel der Südlichen Shetlandinseln, das die Westseite der Einfahrt zum Mackellar Inlet bzw. die südliche Begrenzung der Einfahrt zu dessen Nebenbucht Caleta Aguilera in der Admiralty Bay markiert.
Entdeckt wurde es bei der Belgica-Expedition (1897–1899) unter der Leitung des belgischen Polarforschers Adrien de Gerlache de Gomery. Gerlache benannte das Kap nach dem belgischen Botaniker François Crépin (1830–1903). Kartiert wurde es 1909 vom französischen Polarforscher Jean-Baptiste Charcot bei der Fünften Französischen Antarktisexpedition (1908–1910).